# Серпокрилець таїландський
Серпокрилець таїландський (Apus cooki) — вид птахів родини серпокрильцевих (Apodidae).

## Поширення
Вид поширений у М'янмі, Таїланді та Індокитаю. Гніздиться на вапнякових скелях і у печерах.

## Опис
Таїландські серпокрильці за розміром подібні на чорного серпокрильця. Вони чорні, за винятком білого крупу. Їх можна відрізнити від чорного серпокрильця за глибшою вилкою хвоста, довшими крилами, більшою головою та більшою білою плямою на горлі.